# William Henry Cavendish-Bentinck, III duca di Portland
William Henry Cavendish-Bentinck, III duca di Portland (Nottinghamshire, 14 aprile 1738 – Londra, 30 ottobre 1809), è stato un nobile e politico britannico.
Ha fatto parte del Partito Conservatore. È stato Primo ministro del Regno Unito due volte: dal 2 aprile 1783 al 19 dicembre 1783 e dal 31 marzo 1807 al 4 ottobre 1809; è un trisavolo di Elisabetta II del Regno Unito tramite sua nonna materna, Cecilia Cavendish-Bentinck.

## Biografia

### Infanzia ed educazione

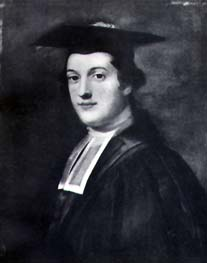
Il giovane duca di Portland dopo il diploma ad Oxford

William Henry Cavendish-Bentinck era il figlio maggiore di William Bentinck, II duca di Portland e di Margaret Cavendish-Harley dalla quale ereditò molti possedimenti, essendo questa già vedova di John Holles, I duca di Newcastle-upon-Tyne. Venne educato alla Westminster School ed al Christ Church di Oxford, dove si diplomò nel 1757 con un Master of Arts. Dopo la laurea, col fratello minore Edward intraprese un Grand Tour in Europa, visitando la Polonia, la Germania e l'Italia.

### Carriera politica
Poco dopo il suo rientro in Inghilterra, decise di intraprendere la carriera politica e, grazie all'appoggio prezioso della sua famiglia, venne eletto deputato per la circoscrizione elettorale di Weobley nel 1761 per poi entrare nella Camera dei Lords quando, nell'anno successivo, succedette al padre al titolo di duca di Portland. Associatosi con gli aristocratici di spicco del partito Whig come Lord Rockingham, il duca prestò servizio come Lord Chamberlain of the Household nel primo governo Rockingham (1765–1766) e successivamente fu Lord Luogotenente d'Irlanda nel secondo ministero guidato dal marchese di Rockingham (aprile-agosto 1782); diede le dimissioni dal governo di Lord Shelburne assieme ad altri sostenitori di Charles James Fox dopo la morte di Rockingham.

### Primo Ministro

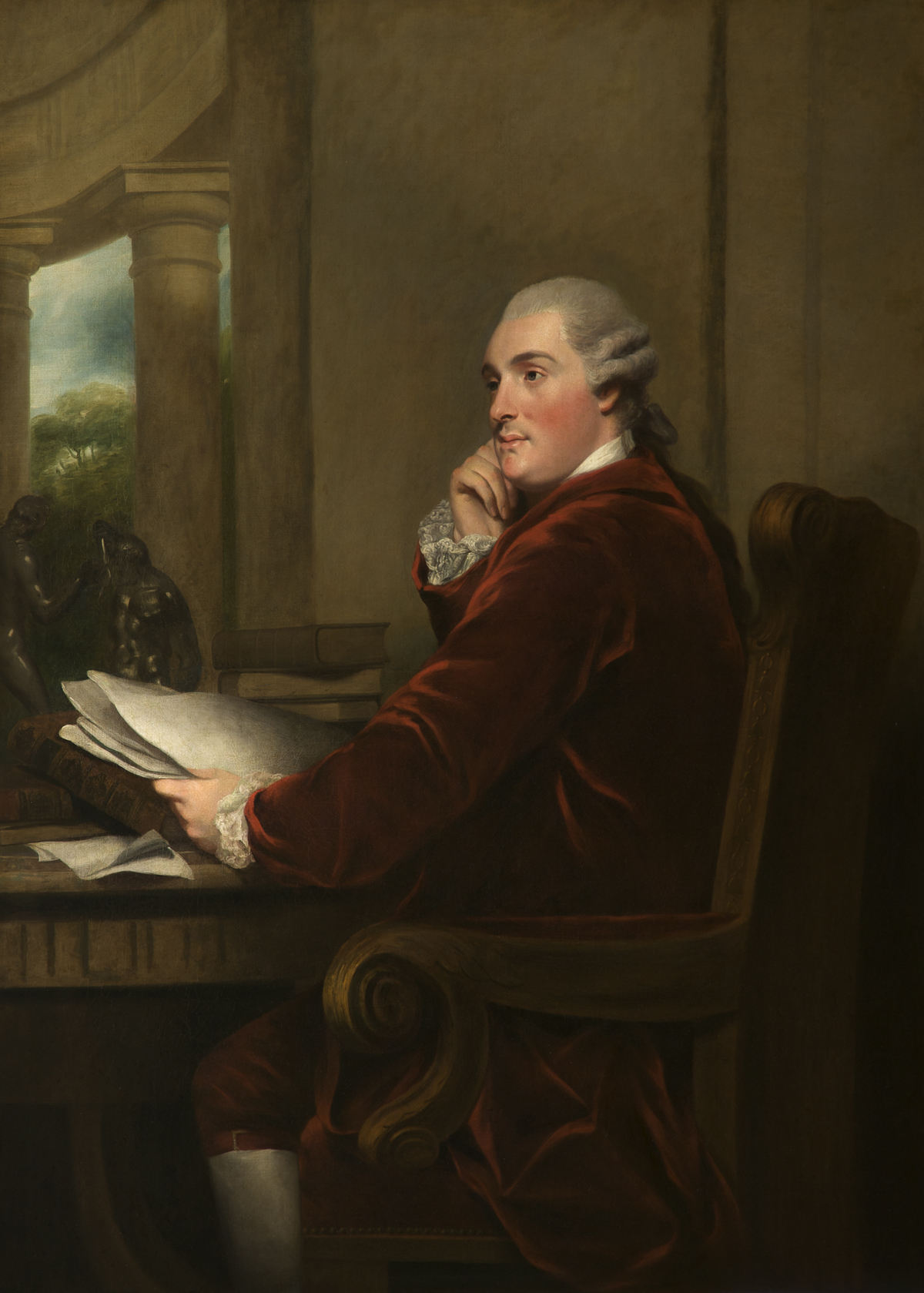
Il terzo duca di Portland in un ritratto di sir Joshua Reynolds del 1782

Nell'aprile del 1783, il duca di Portland venne posto come primo ministro a capo del governo guidato dalla coalizione Fox-North di cui i veri leader erano appunto Charles James Fox e Lord North che si erano uniti da oppositori quali erano stati in passato "per il bene della nazione". Egli fu dunque First Lord of the Treasury in questo ministero sino alla caduta del governo nel dicembre di quell'anno.
Durante il suo mandato come primo ministro, venne siglato il Trattato di Parigi che pose definitivamente fine alla Rivoluzione Americana. Il governo ad ogni modo ebbe breve vita e già nel dicembre del 1783 si trovò in difficoltà alla Camera dei Lords dopo aver perso la maggioranza sulla riforma della Compagnia britannica delle Indie orientali, dopo che addirittura re Giorgio III aveva fatto sapere che i pari che avessero votato a favore di quella legge sarebbero da lui stata additati pubblicamente come suoi nemici. Malgrado il ruolo avuto dal duca di Portland, è facile intuire come egli ricoprì un ruolo del tutto parziale in questa sua prima esperienza politica.

### Politica tra i due mandati
Dopo le sue dimissioni da primo ministro, il duca di Portland decise di seguire Fox all'opposizione al governo in carica ed al partito Tory, ma in realtà la sua azione al governo fu piuttosto distaccata ed anzi passò molto del suo tempo nella sua residenza privata ad interessarsi di musica.
Nel 1789, il duca di Portland divenne uno dei vicepresidenti del Foundling Hospital di Londra, una delle istituzioni caritatevoli più importanti della capitale inglese, il che gli garantì di qualificarsi con l'immagine tipica per l'epoca dell'aristocratico munifico, attento alle esigenze dei più poveri della città. La missione dell'ospedale, infatti, era quella di prendersi cura dei bambini abbandonati di Londra, ma era anche un'istituzione particolarmente prestigiosa che negli anni aveva visto l'opera del compositore George Frideric Handel e l'accumulo di una preziosa collezione d'arte di proprietà del medesimo istituto. Nel 1793, il duca di Portland ottenne anche la presidenza dell'ospedale stesso. Nel 1792 divenne cancelliere dell'Università di Oxford, accettando una laurea honoris causa della medesima accademia in diritto civile.
Assieme a conservatori del partito Whig come Edmund Burke, il duca di Portland si espresse contrariamente ai princìpi della Rivoluzione Francese ed al suo scoppio ruppe con Fox aderendo alle idee del governo di Pitt. Quest'opposizione personale di lord Portland ai tumulti oltremanica era dovuta essenzialmente al fatto che egli, come molti dei grandi proprietari inglesi dell'epoca e come buona parte dell'aristocrazia conservatrice, temeva che se tali ideali avessero raggiunto la Gran Bretagna avrebbero certamente finito per provocare ondate rivoluzionarie che avrebbero minacciato in particolare i grandi possidenti. Nel governo di Pitt fu Home Secretary nel 1794, occupando tale carica sino alla morte di Pitt stesso nel 1806.
Dopo la rivolta irlandese del 1798, il duca di Portland sostenne attivamente la fusione tra il regno di Gran Bretagna ed il regno d'Irlanda a formare il Regno Unito, conducendo personalmente diversi negoziati segreti per precisare i dettagli di tale fusione. Sostenne lord Cornwallis nel far approvare il "Joint Act 1800". Su sua sollecitazione, venne approvato infine dal parlamento inglese e da quello irlandese l'"Association Act of 1800", andando a costituire il Regno Unito dal 1801.

### Primo Ministro per la seconda volta

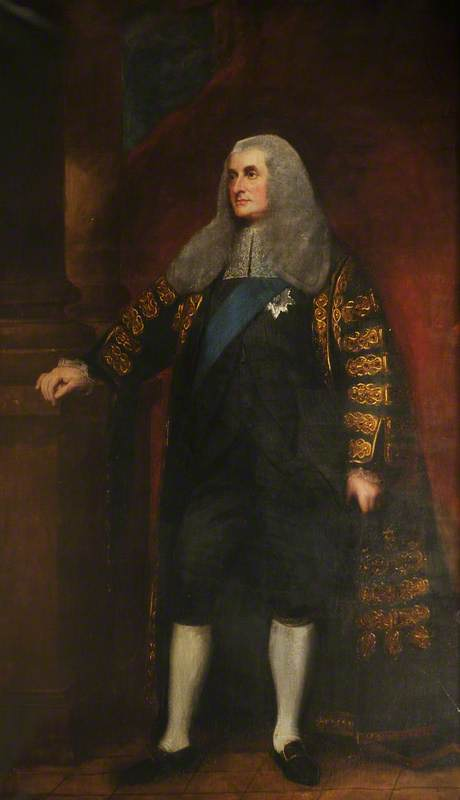
Il terzo duca di Portland in un ritratto nelle vesti di primo ministro

Dopo le sue dimissioni dagli incarichi di governo, il duca di Portland si era ormai ritirato a vita privata, anche a causa dei suoi problemi di salute personali che comprendevano una malattia renale e la gotta.
Nel marzo del 1807, ad ogni modo, dopo il collasso del governo in carica, i sostenitori di Pitt ritornarono al potere ed al duca di Portland venne proposto nuovamente di ricoprire la carica di primo ministro, cosa che egli accettò per il solo bene della nazione. Venne assicurato che nella sua opera di governo sarebbe stato assistito da ministri capaci quali George Canning, Lord Castlereagh, Lord Hawkesbury e Spencer Perceval.
Il secondo governo capeggiato dal duca di Portland vide il Regno Unito in completo isolamento dal resto del continente, ma vide nel contempo l'inizio della scoperta di uno sbocco con lo scoppio della guerra d'indipendenza spagnola e la partecipazione alle guerre napoleoniche. Nell'agosto 1808, diede il proprio assenso a firmare coi francesi la convenzione di Sintra che consentiva all'esercito napoleonico di ritirarsi senza colpo ferire dall'area del Portogallo. Già nei primi mesi del 1809, ad ogni modo, il suo governo iniziò a spaccarsi proprio su questo punto: il ministro degli esteri Canning promise al Portogallo che l'Inghilterra avrebbe inviato truppe in suo aiuto, ma i vertici del British Army ed il ministro delle colonie Kasuri trasferirono invece tali forze nei Paesi Bassi per prendere parte alla lunga marcia di Wallheren, la quale si concluse poi in un fallimento e col ritorno delle truppe in patria.

### Ultimi anni e morte
Sul finire del 1809, a causa del peggioramento della propria salute e dopo un brusco calo di popolarità del governo da lui guidato dopo un duello ingaggiato tra i ministri Canning e Castlereagh, il duca di Portland decise di dare le proprie dimissioni.

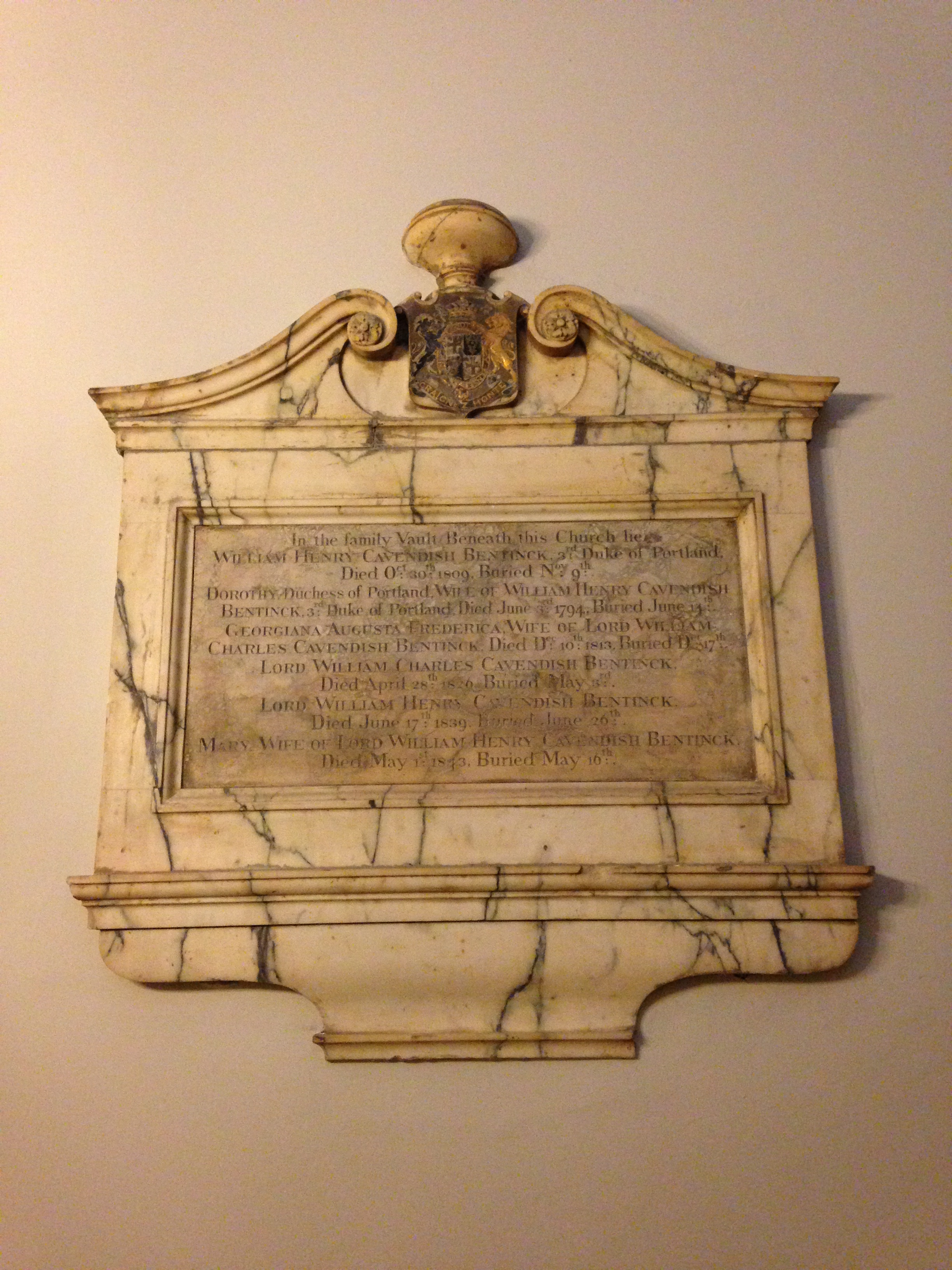
Tomba del terzo duca di Portland nella chiesa di St Marylebone a Londra

Il terzo duca di Portland morì il 30 ottobre 1809 alla sua residenza di Burlington House, a Piccadilly, Londra, dopo un'operazione di calcoli e venne sepolto presso la chiesa di St Marylebone a Londra.
Secondo le testimonianze dell'epoca, il duca di Portland visse una vita estremamente dispendiosa: con un'entrata annua di 17.000 sterline (paragonabili a 577.000 sterline del 2005), riuscì comunque a lasciare alla sua morte un debito di 52.000 sterline (paragonabili a 1.760.000 di sterline del 2005), che vennero poi pagate da suo figlio e successore vendendo alcune delle proprietà di famiglia, tra cui la residenza di Bulstrode.
Il duca di Portland fu Recorder of Nottingham sino alla propria morte nel 1809.
Il Vaso Portland (già nella collezione dei Barberini) è un'opera di vetreria dell'antica Roma acquistata dal duca per la propria collezione posta nella residenza di famiglia a Bulstrode Park e che da lui ancora oggi prende il nome.
Il dipartimento Manuscripts and Special Collections, The University of Nottingham contiene una parte dei documenti relativi al III duca di Portland: oltre alle proprie care personali, si trova la corrispondenza ufficiale e i suoi documenti di famiglia.

## Matrimonio e figli

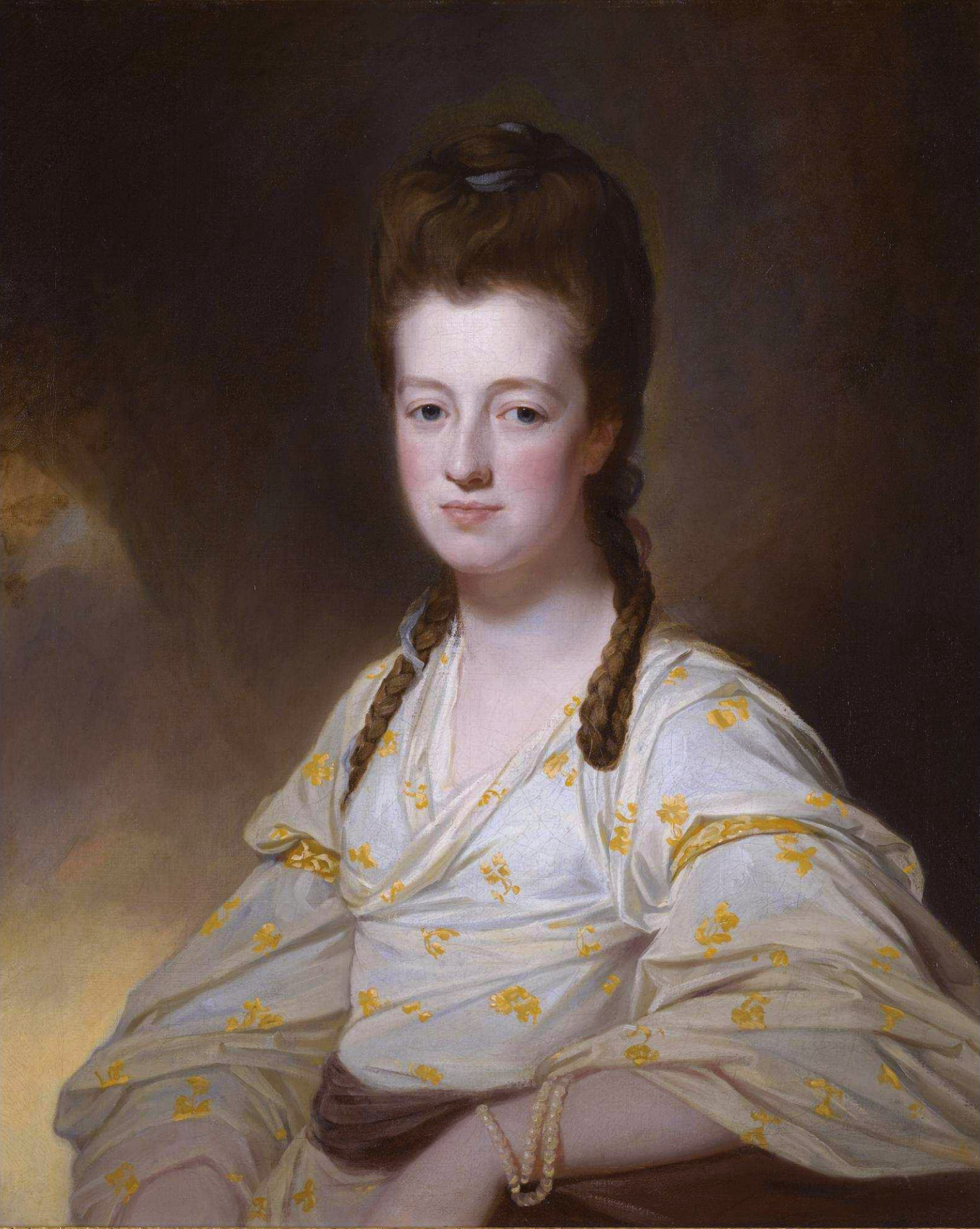
Ritratto di Dorothy Cavendish, di George Romney.

L'8 novembre 1766, il duca di Portland sposò Dorothy Cavendish, figlia di William Cavendish, IV duca del Devonshire e di Charlotte Boyle. La coppia ebbe in tutto sette figli:
- William Bentinck, IV duca di Portland (24 giugno 1768 – 27 marzo 1854).
- William Henry Cavendish-Bentinck (14 settembre 1774 – 17 giugno 1839).
- Charlotte Cavendish-Bentinck (3 ottobre 1775 – 28 luglio 1862), sposò Charles Greville
- Mary Cavendish-Bentinck (13 marzo 1779 – 6 novembre 1843).
- Charles Bentinck (3 ottobre 1780 – 28 aprile 1826), nonno paterno di Nina Bowes-Lyon, contessa di Strathmore e Kinghorne, nonna di regina Elisabetta II d'Inghilterra
- Frederick Cavendish-Bentinck (2 novembre 1781 – 11 febbraio 1828), sposò Mary Lowther (m. 1863), figlia di William Lowther
- Un bambino nato morto (n. e m. 20 ottobre 1786)

La duchessa di Portland morì a soli 43 anni nel 1794 per una patologia intestinale ed il duca non si risposò più.
Già prima del suo matrimonio, il duca aveva dato motivo di scandalo per le sue pericolose relazioni amorose: nel 1764 iniziò una relazione con Maria Walpole (nipote del celebre primo ministro Robert Walpole), vedova di James Waldegrave, II conte Waldegrave, ma questa decise poi di sposare il duca di Gloucester. Nel 1765 ebbe una relazione con Anne Liddell, la quale ad ogni modo era già moglie di Augustus FitzRoy, III duca di Grafton. Questo fatto, per quanto non formalizzato, era risaputo in società e non solo creò ostilità all'interno della coppia, ma anche una certa ostilità tra i due duchi che perdurò per tutta la vita, in particolare da quando, nel 1769, il duca di Grafton decisero di chiedere il divorzio dalla moglie.

## Ascendenza
|                                                        |                                                      |                                            | Genitori                                        |  |  | Nonni |  |  | Bisnonni                              |  |  | Trisnonni                              |  |
|                                                        |                                                      |                                            |                                                 |  |  |       |  |  | William Bentinck, I conte di Portland |  |  | Berent Bentinck, signore di Diepenheim |  |
|                                                        |                                                      |                                            |                                                 |  |  |       |  |  | William Bentinck, I conte di Portland |  |  | Berent Bentinck, signore di Diepenheim |  |
|                                                        |                                                      | Anna van Bloemendaal                       |                                                 |  |  |       |  |  | William Bentinck, I conte di Portland |  |  |                                        |  |
| Henry Bentinck, I duca di Portland                     |                                                      |                                            |                                                 |  |  |       |  |  | William Bentinck, I conte di Portland |  |  |                                        |  |
|                                                        |                                                      | Anne Villiers                              | sir Edward Villiers                             |  |  |       |  |  |                                       |  |  |                                        |  |
|                                                        |                                                      | Anne Villiers                              | sir Edward Villiers                             |  |  |       |  |  |                                       |  |  |                                        |  |
|                                                        |                                                      | Anne Villiers                              | lady Frances Howard                             |  |  |       |  |  |                                       |  |  |                                        |  |
| William Bentinck, II duca di Portland                  |                                                      | Anne Villiers                              |                                                 |  |  |       |  |  |                                       |  |  |                                        |  |
|                                                        |                                                      | Wriothesley Noel, II conte di Gainsborough | Edward Noel, I conte di Gainsborough            |  |  |       |  |  |                                       |  |  |                                        |  |
|                                                        |                                                      | Wriothesley Noel, II conte di Gainsborough | Edward Noel, I conte di Gainsborough            |  |  |       |  |  |                                       |  |  |                                        |  |
|                                                        |                                                      | Wriothesley Noel, II conte di Gainsborough | lady Elizabeth Wriothesley                      |  |  |       |  |  |                                       |  |  |                                        |  |
| lady Elizabeth Noel                                    |                                                      | Wriothesley Noel, II conte di Gainsborough |                                                 |  |  |       |  |  |                                       |  |  |                                        |  |
|                                                        |                                                      | hon. Catherine Greville                    | Fulke Greville, V lord Brooke                   |  |  |       |  |  |                                       |  |  |                                        |  |
|                                                        |                                                      | hon. Catherine Greville                    | Fulke Greville, V lord Brooke                   |  |  |       |  |  |                                       |  |  |                                        |  |
|                                                        |                                                      | hon. Catherine Greville                    | Sarah Dashwood                                  |  |  |       |  |  |                                       |  |  |                                        |  |
| William Henry Cavendish-Bentinck, III duca di Portland |                                                      | hon. Catherine Greville                    |                                                 |  |  |       |  |  |                                       |  |  |                                        |  |
|                                                        | Robert Harley, I conte di Oxford e conte di Mortimer | sir Edward Harley                          |                                                 |  |  |       |  |  |                                       |  |  |                                        |  |
|                                                        | Robert Harley, I conte di Oxford e conte di Mortimer | sir Edward Harley                          |                                                 |  |  |       |  |  |                                       |  |  |                                        |  |
|                                                        | Robert Harley, I conte di Oxford e conte di Mortimer | Abigail Stephens                           |                                                 |  |  |       |  |  |                                       |  |  |                                        |  |
| Edward Harley, II conte di Oxford e conte Mortimer     | Robert Harley, I conte di Oxford e conte di Mortimer |                                            |                                                 |  |  |       |  |  |                                       |  |  |                                        |  |
|                                                        |                                                      | Elizabeth Foley                            | Thomas Foley                                    |  |  |       |  |  |                                       |  |  |                                        |  |
|                                                        |                                                      | Elizabeth Foley                            | Thomas Foley                                    |  |  |       |  |  |                                       |  |  |                                        |  |
|                                                        |                                                      | Elizabeth Foley                            | Elizabeth Ashe                                  |  |  |       |  |  |                                       |  |  |                                        |  |
| lady Margaret Cavendish Harley                         |                                                      | Elizabeth Foley                            |                                                 |  |  |       |  |  |                                       |  |  |                                        |  |
|                                                        |                                                      | John Holles, I duca di Newcastle-upon-Tyne | Gilbert Holles, III conte di Clare              |  |  |       |  |  |                                       |  |  |                                        |  |
|                                                        |                                                      | John Holles, I duca di Newcastle-upon-Tyne | Gilbert Holles, III conte di Clare              |  |  |       |  |  |                                       |  |  |                                        |  |
|                                                        |                                                      | John Holles, I duca di Newcastle-upon-Tyne | Grace Pierrepont                                |  |  |       |  |  |                                       |  |  |                                        |  |
| lady Henrietta Cavendish Holles                        |                                                      | John Holles, I duca di Newcastle-upon-Tyne |                                                 |  |  |       |  |  |                                       |  |  |                                        |  |
|                                                        |                                                      | lady Margaret Cavendish                    | Henry Cavendish, II duca di Newcastle-upon-Tyne |  |  |       |  |  |                                       |  |  |                                        |  |
|                                                        |                                                      | lady Margaret Cavendish                    | Henry Cavendish, II duca di Newcastle-upon-Tyne |  |  |       |  |  |                                       |  |  |                                        |  |
|                                                        |                                                      | lady Margaret Cavendish                    | Frances Pierrepont                              |  |  |       |  |  |                                       |  |  |                                        |  |
|                                                        |                                                      | lady Margaret Cavendish                    |                                                 |  |  |       |  |  |                                       |  |  |                                        |  |